# 5315 Balʹmont
5315 Balʹmont (1982 SV5) là một tiểu hành tinh vành đai chính được phát hiện ngày 16 tháng 9 năm 1982 bởi Chernykh, L. I. ở Nauchnyj.